# Hans Simon (Sportwissenschaftler)
Hans (Hannes) Simon (* 15. November 1928; † 19. Februar 2020) war ein deutscher Sporthistoriker und Hochschullehrer.

## Leben
Von 1951 bis 1990 war Simon an der Deutschen Hochschule für Körperkultur (DHfK) in Leipzig Hochschullehrer für Sportgeschichte. Er gehörte unter der Leitung Lothar Skornings mit Günter Erbach, Paul Marschner, Hans Schuster, Georg Wieczisk und Günther Wonneberger zu den Autoren, die das Buch „Kurzer Abriß der Geschichte der Körperkultur in Deutschland seit 1800“ verfassten, das 1952 im Sportverlag Berlin erschien. In seiner Forschungsarbeit beschäftigte er sich unter anderem mit folgenden Themen:
- Geschichte der Körperkultur,[3] und Entwicklung von Körperkultur und Sport in der Deutschen Demokratischen Republik,[4]
- Rolle des Sports „im Kampf der deutschen Arbeiterklasse um die Macht und beim sozialistischen Aufbau in der Deutschen Demokratischen Republik“,[5]
- Olympische Spiele, Spartakiaden,[6] Arbeitersport[7] und Einordnung der Olympischen Sommerspiele von 1936,[8]
- Entwicklung des Leistungssports in der DDR[9] und Kampf des DDR-Sports um internationale Anerkennung,[10]
- „Revanchismus in Westdeutschland und sein Wirken im westdeutschen Sport“.[11]

Er gehört zusammen mit Margot Budzisch, Klaus Huhn und Lothar Skorning zu den Verfassern des im Jahr 2000 herausgegebenen Buches „Chronik des DDR-Sports“.
Hans Simon starb im Alter von 91 Jahren.

## Auszeichnungen
- 1969 GutsMuths-Preis
- 1984 Sportpreis der Stadt Leipzig